# Faluvégi Rudolf
Faluvégi Rudolf (Budapest, 1994. január 9. –) magyar válogatott kézilabdázó, a svájci HSC Suhr Aarau játékosa.

## Pályafutása

### Klubcsapatban
Faluvégi Rudolf Budapesten kezdett kézilabdázni, és a PLER KC csapatában mutatkozhatott be a felnőttek között az NB1-ben 2010-ben a bajnoki címvédő MKB Veszprém KC ellen, amely mérkőzésen 16 évesen három gólt szerzett.
2012-ben igazolt a Balatonfüredi KSE-hez, amelyben már több játéklehetőséget kapott a felnőtt csapatban is. A balatonfüredi csapattal 2014–2015-ös szezonban bejutott az EHF-kupa csoportkörébe.
2015-től a Csurgói KK játékosa, amellyel nem sikerült megismételni az előző évben a balatonfüredi csapattal elért nemzetközi eredményt, az EHF-kupa harmadik selejtezőkörében kiestek.
2017-től a francia bajnoki ezüstérmes, BL-induló HBC Nantes játékosa, amellyel kétéves szerződést kötött. A 2017-2018-as szezon nagy részét vállsérülése, majd műtétje miatt nagyrészt kihagyta, majd visszatérése után is kevés játéklehetőséget kapott a Bajnokok Ligája-döntős csapatban. 2019 januárjában a szintén francia első osztályú Cesson-Rennes csapatához írt alá a szezon végéig.
2019 nyarától a német Bundesligában szereplő TVB Stuttgart játékosa. Két szezont töltött a német élvonalbeli klubnál, majd visszatért Franciaországba, a Cesson-Rennes-hez. 2021 márciusában keresztszalag-szakadást szenvedett, fél év után térhetett vissza a pályára, azonban a kevés játéklehetőség miatt 2022 februárjában felbontotta szerződését a francia csapattal. Néhány nappal később bejelentették, hogy a svájci, Európa-kupa-szereplő HSC Suhr Aarau játékosa lett.

### A válogatottban
A válogatottba először 2015-ben kapott meghívót Talant Dujsebajev szövetségi kapitánytól, aki a 2016-os Európa-bajnoki selejtezők utolsó két fordulójában több fiatalnak, köztük Faluvéginek is lehetőséget adott. A sikerrel megvívott selejtező után életében először a 2016-os Európa-bajnokságon vehetett részt felnőtt világeseményen.
2017 decemberében bekerült Ljubomir Vranjes Európa-bajnokságra készülő bő keretébe, de év végén vállműtéten esett át, így nem vehetett részt a kontinensviadalon. 2018-ig bezárólag 14 alkalommal szerepelt a válogatottban, azonban eztkövetően részben sérülései, részben azért mert az aktuális szövetségi kapitány nem számított rá, nem kapott lehetőséget a nemzeti csapatban.

## Sikerei, díjai
HBC Nantes
- Bajnokok Ligája
  -  Ezüst: 2018